# Omer Simeon

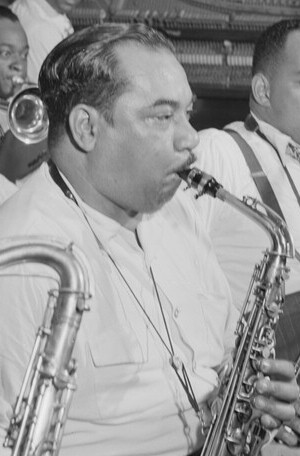
Omer Simeon (ca. 1947)

Omer Simeon (* 21. Juli 1902 in New Orleans, Louisiana; † 17. September 1959 in New York City) war ein US-amerikanischer Klarinettist und Saxophonist.

## Leben und Wirken
Omer Simeon zog 1914 mit seiner Familie von New Orleans nach Chicago, wo er Unterricht bei Lorenzo Tio jr. hatte, der auch nach Chicago übersiedelt war. Zunächst spielte er in der Gruppe seines Bruders, den Al Simeons Hot Six; darauf folgte  1923 bis 1927 ein Engagement in Charlie Elgars Creole Orchestra. 1928 zog er nach New York City und spielte mit Luis Russell und Jelly Roll Morton, kehrte aber noch im selben Jahr nach Chicago zurück, um mit Erskine Tate in dessen Orchester zu arbeiten; außerdem nahm er mit Earl Hines, Hayes Alvis und Wallace Bishop unter eigenem Namen für Brunswick Records auf (Beau-Koo Jack/Smoke-House Blues). 1930 wirkte er bei Aufnahmen von Harry Dial für Vocalion mit; 1931 kam er ins Earl Hines Orchestra, wo er bis 1941 blieb. Es folgte das Jimmie Luncefords Orchestra von 1942 bis 1950. Er machte Dixieland-Aufnahmen mit Kid Orys Creole Orchestra 1944 und 1945 sowie mit Wilbur de Paris und seiner Band. Simeon starb 1959 an Krebs.